# Zubogy
Zubogy je obec v Maďarsku na severozápadě župy Borsod-Abaúj-Zemplén v okresu Putnok. K 1. lednu 2015 zde žilo 550 obyvatel.

## Historie
Území obce bylo osídleno již ve 12. století. První písemná zmínka o obci pochází teprve z roku 1282.
V obci se nachází románsko-gotický kostel z 12. století.

## Geografie
Obec se nachází asi 3,5 km severozápadně od města Rudabánya a asi 14 km severovýchodně od okresního města Putnok. Od města s župním právem Miškovec se nachází asi 35 km jihovýchodně.
Obcí protéká potok Csögős. Obec se nachází ve výšce 183 m n. m.